# Giovanni Nigra
Giovanni Nigra (né à Turin, le 16 mai 1798, mort à Turin, le 12 décembre 1865) est un homme politique italien.

## Famille
Giovanni Nigra est le fils de Giovanni Ignazio Felice et de Teresa Rignon.
Il se marie avec Enrichetta Toesca dont il a cinq enfants.
Il est anobli et fait comte le 11 décembre 1856 par le roi Victor-Emmanuel II.

## Biographie
Giovanni exerce la profession de banquier auprès de différents organismes dont la Real Casa (1833), la Corte pontificia et la Banque de Turin (1847).
Il est maire de Turin (1847-1848) et conseiller municipal de Turin (1848-1859). Il est nommé sénateur le 3 avril 1848 et il devient membre de la commission des finances à plusieurs reprises.
Il est ministre des Finances de 1848 à 1851.